# Денсон, Элей
Элей Паркер Денсон (англ. Eley Parker Denson; 29 августа 1884 — 13 февраля 1970) — бригадный генерал Армии США. Командир 18-го, 26-го и 39-го пехотных полков Армии США.

## Биография
Родился 29 августа 1884 года в городе Тринити (округ Рэндольф, штат Северная Каролина).  Два года учился в университете Северной Каролины, прежде чем в 1905 году поступить в военную академию Вест-Пойнт. После окончания изначально был приписан к 18-му пехотному полку Армии США, но службу начал в составе 3-го кавалерийского полка в Форт-Уингейте (штат Нью-Мексико). В декабре 1909 года переведён в штаб 18-го пехотного полка в Форт-Маккензи в Шеридане (штат Вайоминг). В 1914 году был переведён в казарму Шофильд (англ. Schofield Barracks) на Гавайях. В составе американских войск участвовал в Первой мировой войне: изначально служил в 3-й пехотной дивизии, затем стал помощником начальника штаба в управлении G-3 28-й пехотной дивизии.
После войны Денсон продолжил получать образование в Колледже командования и генерального штаба и Военном армейском колледже. Также посещал пехотные курсы (англ. Infantry Board). С 12 июля 1932 по 24 июня 1935 года — профессор военной науки и тактики Военной академии Вэлли-Фордж. 1 июня 1934 года произведён в подполковники. С 25 июня 1935 по 22 июня 1937 года — в распоряжении 26-го пехотного полка, с 7 марта по 1 сентября — командир этого полка. С 1 сентября 1937 по 26 августа 1939 года — профессор военной науки и тактики в Университете штата Монтана. 1 августа 1938 года произведён в полковники.
С 18 сентября 1939 по 18 августа 1941 года — командир 18-го пехотного полка. Также числился командиром 38-го пехотного полка с 9 августа 1940 по август 1941 года. В 1941 году назначен комендантом Кэмп-Шелби. С 18 декабря 1941 по 18 февраля 1946 года — начальник порта погрузки Сиэтла. 6 сентября 1942 года произведён в бригадные генералы. В отставке с 31 августа 1946 года.
Со своей супругой Флоренс Сьюард познакомился в 1911 году в Техасе, в 1913 году они начали встречаться, а вскоре поженились. Дети — Барбара и Элей Денсон-младший. По словам родных и близких, Денсон отличался феноменальной памятью на имена и события. Скончался 13 февраля 1970 года в доме престарелых Слипи-Холлоу (англ. Sleepy Hollow Nursing Home) в Аннандейле (штат Виргиния). Похоронен 17 февраля в Форт-Лоутоне рядом с могилой жены.

## Награды
- Медаль «За выдающуюся службу» Армии США (1923) — «за исключительно достойнейшие и выдающиеся заслуги перед Правительством США при исполнении важных обязанностей во время мировой войны в качестве помощника начальника штаба (G-3) 28-й дивизии с 15 сентября по 15 ноября 1918 года» (англ. for exceptionally meritorious and distinguished services to the Government of the United States, in a duty of great responsibility during World War I, as Assistant Chief of Staff, G-3, 28th Division, from 15 September to 15 November 1918)[2]
- Орден «Легион почёта» — «за исключительно достойнейшее поведение в виде исполнения выдающихся обязанностей перед Правительством США в качестве начальника порта погрузки Сиэтла в 1941—1946 годах» (англ. for exceptionally meritorious conduct in the performance of outstanding services to the Government of the United States as Commanding Officer Seattle Port of Embarkation, from 1941 to 1946)[2]